# Голографический принцип
Голографи́ческий при́нцип — гипотеза об общем свойстве квантовой гравитации, выдвинутая в 1993 году Герардом Хофтом:
- вся информация о материи, содержащейся в некой области пространства, может быть представлена как «голограмма» — с помощью информации на границе этой области;
- информация на границах исследуемой области пространства должна содержать, самое большее, одну степень свободы на планковскую площадь.

Известной реализацией этой гипотезы является так называемое АдС/КТП-соответствие, которое, в наиболее распространённом варианте реализации, утверждает математическую эквивалентность квантовой гравитации в антидеситтеровском пространстве-времени размерности 4+1 и конформной теории поля в пространстве-времени размерности 3+1.